# Pająkowiec biały
Pająkowiec biały (Arachnion lloydianum Demoulin) – gatunek grzybów z rodziny pieczarkowatych (Agaricaceae).

## Systematyka i nazewnictwo
Pozycja w klasyfikacji według Index Fungorum: Agaricaceae, Agaricales, Agaricomycetidae, Agaricomycetes, Agaricomycotina, Basidiomycota, Fungi.
Po raz pierwszy opisał go w 1972 r. Vincent Demoulin we Włoszech i nadana przez niego nazwa naukowa jest ważna. Władysław Wojewoda w 2003 r. podał, że już w 1939 r. znana była polska nazwa tego gatunku, podana przez Feliksa Teodorowicza.

## Występowanie i siedlisko
Podano jego stanowiska tylko w niektórych krajach Europy. W Polsce znany jest z jednego tylko stanowiska; podał je w 1939 r. F. Teodorowicz. W. Wojewoda zaznacza go jako gatunek w Polsce wątpliwy. Moravec na podstawie opisu Teodorowicza twierdzi, że okaz oznaczony został przez Teodorowicza błędnie, prawdopodobnie był to wnętrzniaczek podziemny (Gastrosporium simplex). Niestety okaz znaleziony przez Teodorowicza nie zachował się i nie da się tego ustalić.
Grzyb podziemny. Występuje w lasach sosnowo-bukowych na piaszczystych glebach.